# محمد مؤمنی
محمد مؤمنی مقدم (متولد ۲ دی ۱۳۵۱ در زابل) بازیکن بازنشسته فوتبال ایران است.

## دوران حرفه‌ای
وی سابقه بازی در باشگاه‌های پلی‌اکریل اصفهان، پیام مشهد، استقلال تهران، راه‌آهن تهران، سایپا تهران، هما تهران، ارزروم‌اسپور ترکیه را دارد.
وی سابقه سرمربیگری در هامون سازه زاهدان را دارد.
مؤمنی در جام آزادگان ۱۳۷۴ آقای‌گل لیگ فوتبال ایران شد و در سال ۱۳۷۵ یار کمکی تیم استقلال در مسابقات آسیایی شد.

## مدیریت
وی در تاریخ هفتم مهر ماه نود و هفت به عنوان رئیس آکادمی استقلال منصوب شد.
مؤمنی دارای کارشناسی ارشد تربیت بدنی است و مدرس دوره‌های بین‌المللی فدراسیون فوتبال ایران است. او همچنین سابقه دستیاری در باشگاه فوتبال داماش گیلان را دارد.
بعد از مربیگری در تیم داماش گیلان در آبان ماه 1403 به عنوان مدیر عامل تیم مس رفسنجان انتخاب شد 

## افتخارات

### فردی
آقای گل لیگ آزادگان ۱۳۷۴ با ۱۹ گل به همراه پلی اکریل اصفهان